# Areado
Areado est une municipalité brésilienne de l'État du Minas Gerais et la Microrégion d'Alfenas.